# Magnolia hodgsonii
Magnolia hodgsonii, conocida en  China con el nombre común de "Gai lie mu" es una especie de Magnolia originaria de las selvas del Himalaya y del sudeste de Asia, se encuentra en Bután,  China (Xizang), nordeste de India, norte de Birmania, Nepal, y Tailandia. Crece en altitudes moderadas de 850-1500 metros con un clima subtropical.

## Descripción
Es un pequeño árbol con las hojas perennifolias que alcanza hasta 15 m de altura. Las hojas son obovado- oblongas, de 20-50 cm de largo y 10-13 cm de ancho, con una textura coriácea. Las flores son fragantes, con nueve tépalos de hasta 9 cm de largo, los tépalos interiores blancos, los exteriores verdosos que se producen en abril-mayo . La fruta es de 13-15 cm de largo, compuesto por un total de 40-80 folículos.

## Usos
La madera es "muy suave y sin valor". Como casi todos las Magnoliaceae del Himalaya.

## Taxonomía
Magnolia hodgsonii fue descrito por (Hook.f. & Thomson) H.Keng y publicado en The Gardens' Bulletin Singapore 31: 129. 1978.
Etimología
Magnolia: nombre genérico otorgado en honor de Pierre Magnol, botánico de Montpellier (Francia).
hodgsonii: epíteto otorgado en honor del naturalista Brian Houghton Hodgson.
Sinonimia
- Talauma hodgsonii Hook.f. & Thomson, Fl. Ind. 1: 74 (1855).[5][6]
- Talauma obovata Korth.
- Magnolia liliifera var. obovata (Korth.) Govaerts
- Talauma betongensis Craib.
- Talauma oblanceolata Ridl.
- Talauma sclerophylla Dandy
- Talauma levissima Dandy
- Talauma luchuensis Y.W.Law